# Baikonur
Baikonur (en kazajo: Байқоңыр Bayqongyr, en ruso: Байкону́р) anteriormente llamada Leninsk (también Zariá —Alba—, Leninski y Zviézdograd) es una ciudad ubicada en la provincia de Kyzylorda, Kazajistán, administrada por Rusia, con rango estatal y alquilada hasta el año 2050. Se construyó para albergar al personal del Cosmódromo de Baikonur. Entre 1958 y 1995 fue denominada Leninsk. El nombre de Baikonur fue adoptado oficialmente por decreto a mediados de los años 1990 tras la caída de la URSS. Actualmente viven 72 830 habitantes en la ciudad, según censo de 2013.
El Cosmódromo de Baikonur fue fundado el 12 de febrero de 1955.
El Baikonur original es un poblado minero a unos 300 kilómetros de la actual ciudad. El cosmódromo recibió ese nombre para que su localización exacta fuera un secreto. En realidad, está localizado junto al pueblo kazajo de Tiuratam.